# Bahiella
Bahiella es un género de fanerógamas de la familia Apocynaceae. Contiene dos especies. Es originario del Brasil.

## Taxonomía
El género fue descrito por Juan Francisco Morales y publicado en Sida  22(1): 342–347, f. 2–3. 2006.

## Especies
- Bahiella blanchetii (A.DC.) J.F.Morales
- Bahiella infundibuliflora J.F.Morales